# OIO
OIO est un acronyme pour « Open Infrastructure for Outcomes » (en français, « Infrastructure Ouverte pour les Résultats »).
C'est un système d'information souple et sécurisée pour les cliniciens et les chercheurs.
Il s'agit d'une application web permettant de gérer des personnes (utilisateurs/patients) ainsi que des questionnaires (générateur de formulaires). Les enregistrements créés (réponses aux formulaires) sont analysés pour produire des résultats statistiques.
Cette application est basée sur le serveur d'application Zope, elle utilise le logiciel de statistiques R avec la base de données relationnelle PostgreSQL.